# 火炮式坦克殲擊車
火炮式坦克歼击车（德語：Kanonenjagdpanzer，簡稱為JPZ4-5）是在第二次世界大戰後的1965年由西德研發出來的一種驅逐戰車，因其外表和二戰時的“追獵者”以及四号坦克歼击车相似而为人熟知。原型車於1960年，由亨舍爾和哈諾馬格公司為瑞士軍方製作。1966至1967年間為德國聯邦國防軍製造了770輛。其中80輛後來移交予比利時。

## 設計

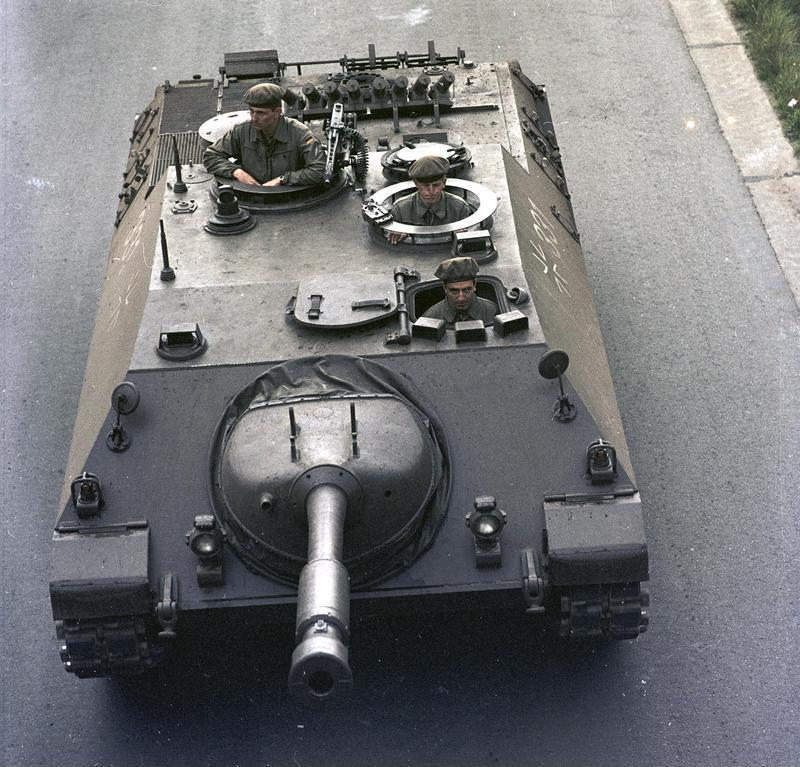
火炮式坦克殲擊車

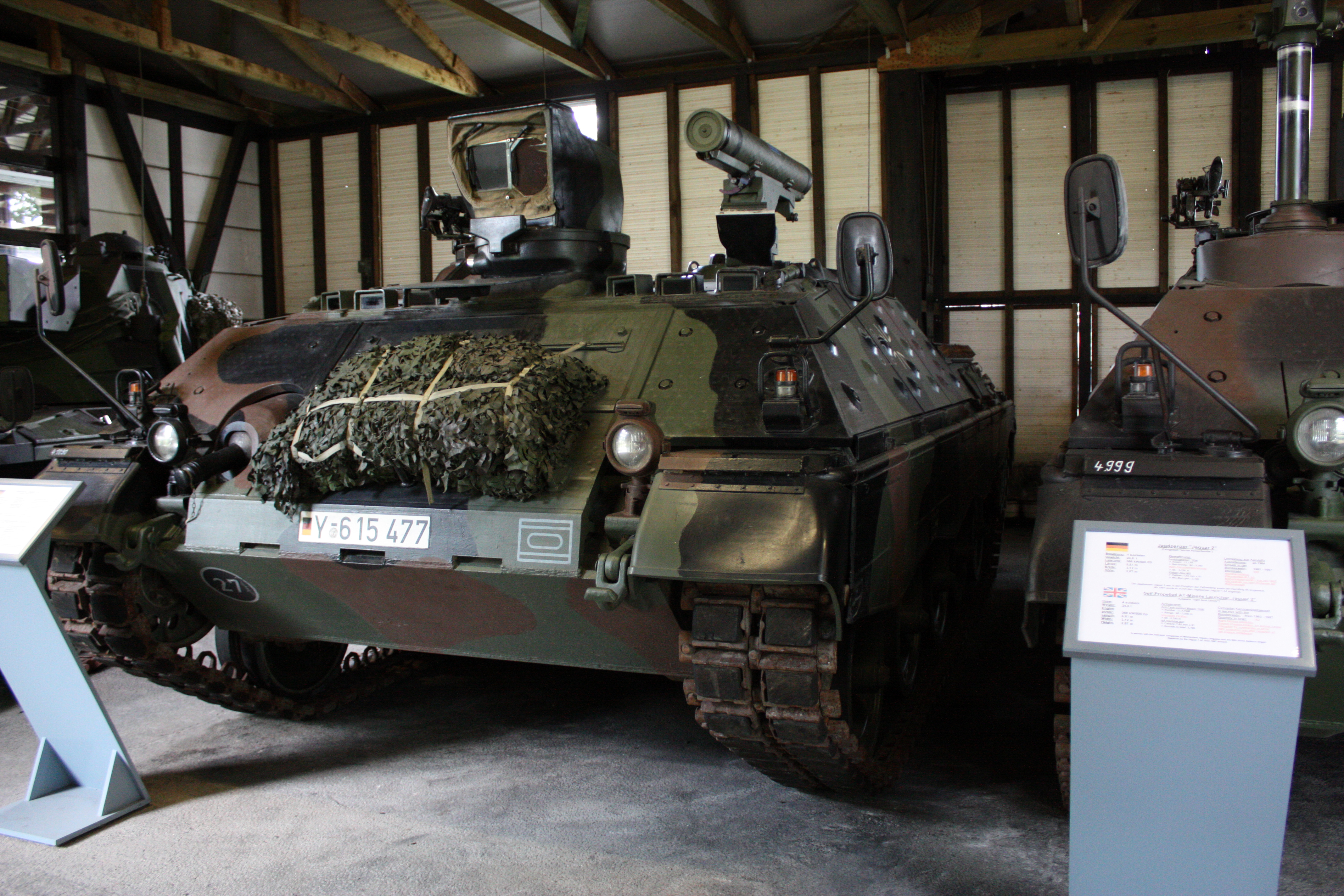
德國陸軍裝備HOT式反坦克飛彈的Jaguar 1

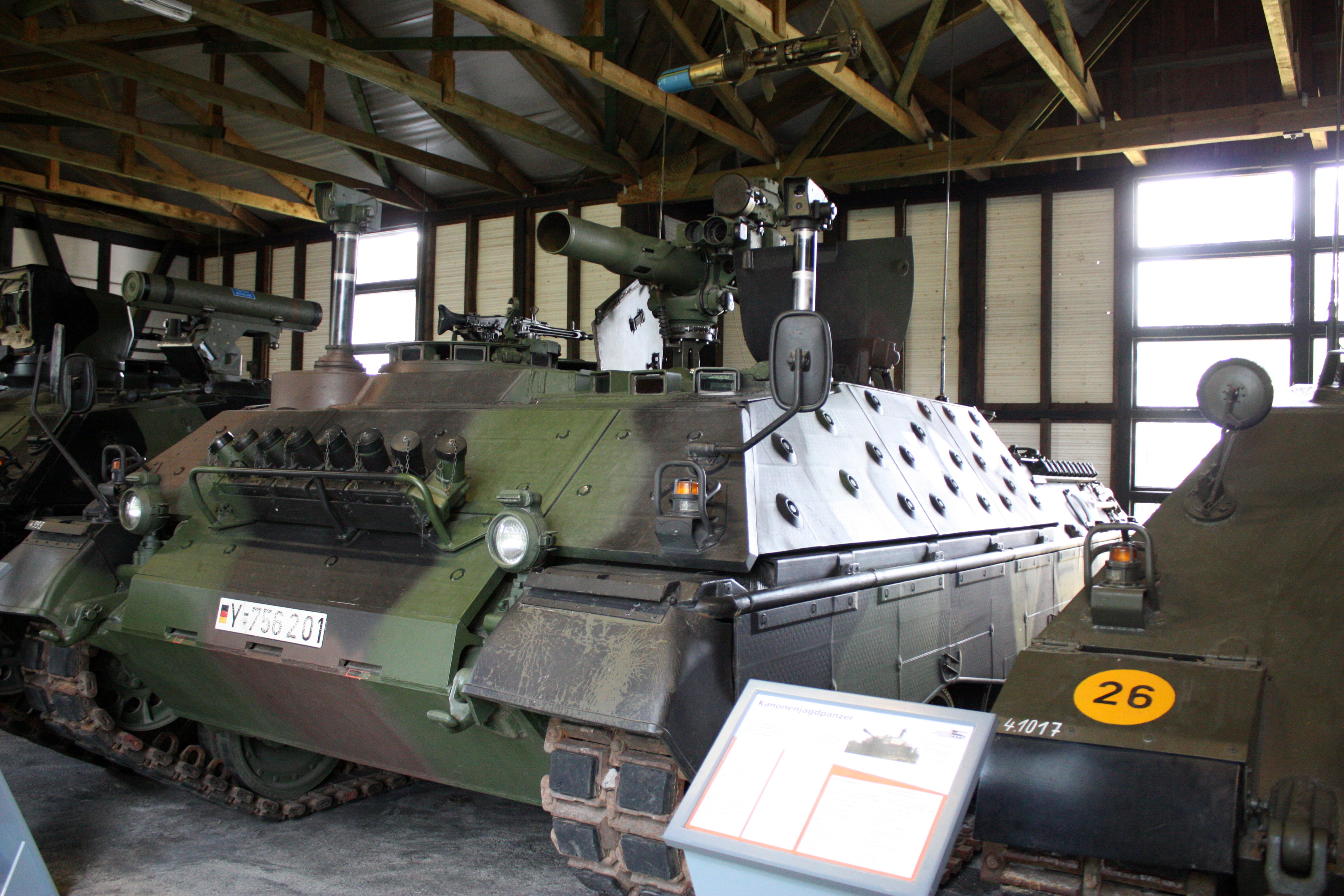
德國陸軍裝備拖式飛彈的Jaguar 2

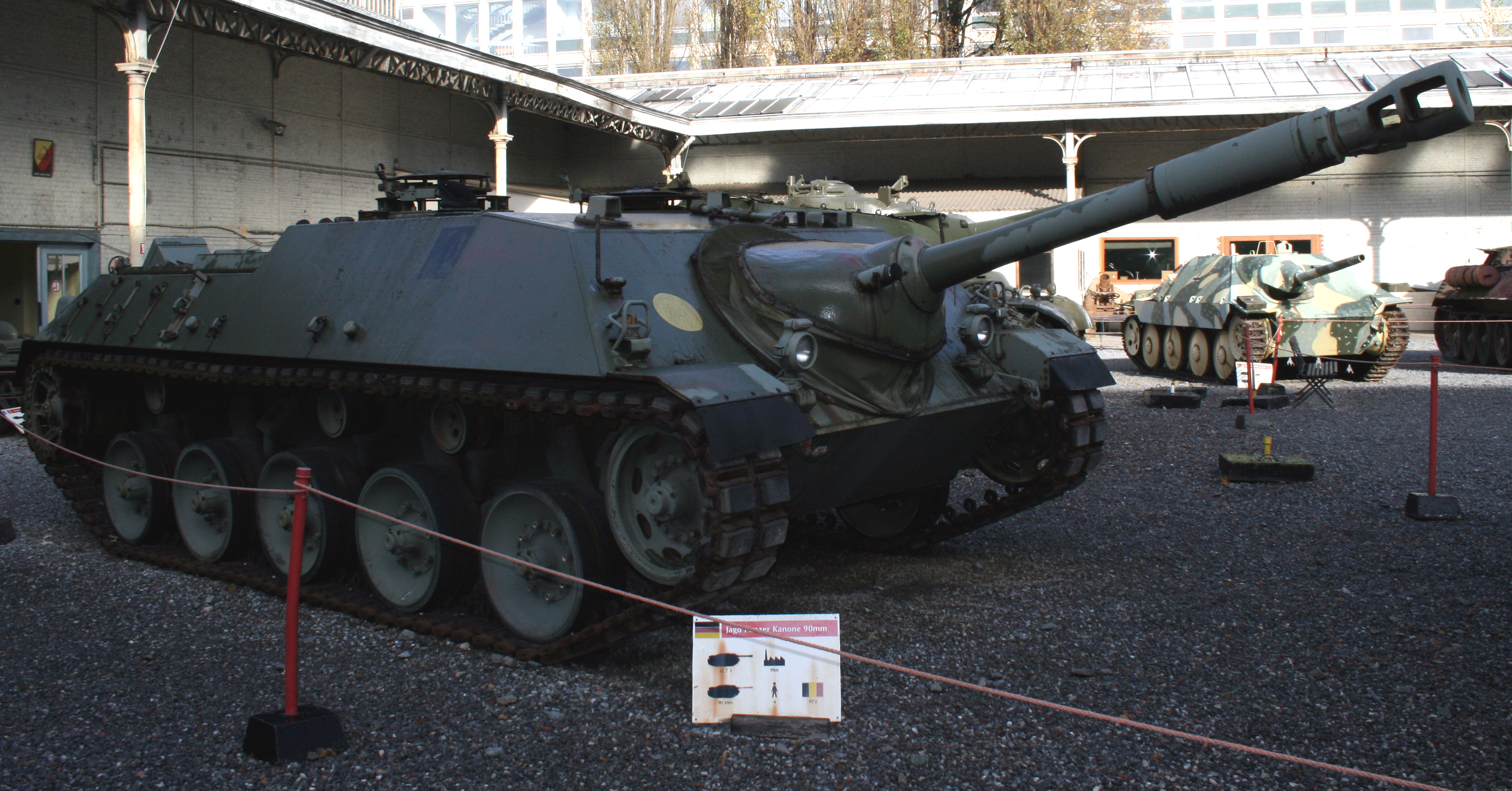
KanonenJagdPanzer(前方)和二戰時的“追獵者”(後方)的外表很相似

車身原本是HS-30步兵戰車，採用了带斜角的焊接装甲設計，正前方有1門出自莱茵金属的90毫米口徑/40倍径的反坦克炮和1挺MG-3同軸機槍，该主炮具有左右15度的射界、15度仰角及8度俯角，沒有可轉動的炮塔。內部右前方是炮手而左前方是駕駛，炮手有一個潛望鏡和有8倍放大功能的望遠鏡，在炮手後方是車長，車長有一個可360度對外觀察的潛望鏡，在此潛望鏡正前方為一個可放大6至20倍的望遠鏡，上彈兵在駕駛後方，同樣有一個可360度對外觀察的潛望鏡和1挺MG-3防空機槍。
KanonenJagdPanzer採用扭力桿式懸掛系統，當中除了第3對車輪外其餘都有油壓減震系統，在車身後方是動力室，發動機在左方而冷卻系統在右方。其涉水能力为1.4米，而加裝呼吸管後则可達2.1米。
隨著蘇聯開始裝備防護更好的T-64和T-72主戰坦克，JPZ4-5的90mm主炮威力略顯過時。生產商原本計劃將主炮換成穿甲性能更好的105mmL7線膛炮，但最終163輛該驅逐戰車被移除主炮，改造為配備HOT式反坦克飛彈與拖式飛彈的Jaguar 1與Jaguar 2。

## 外部連結
- 德国JPz4-5式90毫米自行反坦克炮